# Leo Deluglio
Leo Deluglio, all'anagrafe Leonel Deluglio (Buenos Aires, 27 maggio 1990), è un attore argentino.

## Biografia
Nasce a Buenos Aires, in Argentina,  il 27 maggio 1990. Ha quattro fratelli e la sua carriera inizia nel 2008 con la seconda stagione della telenovela Il mondo di Patty, dove interpreta il personaggio di Viny, il dj innamorato di Tamara, interpretato da Eva Quattrocci.
Nel 2010 prende parte alla telenovela Champs 12, in onda dal 7 giugno 2010 sul canale televisivo Italia 1, e Deluglio interpreta Matias Rey, il combinaguai del gruppo. Da febbraio 2011 partecipa allo spin-off di Quelli dell'intervallo, Cuando toca la campana, innamorato del personaggio interpretato da Nicole Luis.

## Filmografia

### Televisione
- Il mondo di Patty (Patito Feo) – serial TV, 134 episodi (2008)
- Champs 12 – serial TV, 127 episodi (2009)
- Cuando toca la campana – serie TV, 70 episodi (2011-2012)
- Como dice el dicho – serie TV, episodi 5x15-6x16 (2015-2016)
- Vikki cuori in pista (Vikki RPM) – serial TV, 59 episodi (2017)
- Y mañana será otro día mejor – serie TV, episodi 1x61-1x69 (2018)
- Sin miedo a la verdad – serie TV, episodio 1x01 (2018)
- La Doña – serial TV, 160 episodi (2016-2020)
- Cecilia – serie TV, episodio 1x01 (2021)
- Che fine ha fatto Sara? (¿Quién mató a Sara?) – serie TV, 24 episodi (2021-2022)

## Doppiatori italiani
Nelle versioni in italiano dei suoi film, Leonel Deluglio è stata doppiato da:
- Lorenzo De Angelis in Champs 12
- Matteo Liofredi in Vikki cuori in pista
- Alessandro Pili in Che fine ha fatto Sara?